# Benedetto De Luca
Benedetto De Luca (Venezia, 30 settembre 1684 – Treviso, tra il 2 e il 30 giugno 1750) è stato un vescovo cattolico italiano.

## Biografia
Proveniva da una casata di recentissima nobiltà: i De Luca erano una famiglia di droghieri entrata nel ceto patrizio nel 1654, grazie a un'offerta di centomila ducati da impegnare nella guerra di Candia.
Eletto vescovo di Ceneda il 19 dicembre 1725, fu consacrato vescovo da papa Benedetto XIII il successivo 23 dicembre.
Durante il suo episcopato si dimostrò poco tollerante nei confronti della comunità ebraica di Ceneda: nel 1725 obbligò gli israeliti a concentrarsi nel ghetto, il che suscitò anche le proteste dei cristiani che abitavano nella zona, costretti a vendere le loro case; nel 1727 emanò un decreto che vietava agli ebrei di assumere servitori cristiani, se non mediante una licenza valida un mese.
L'11 aprile 1737 chiese al segretario di Stato Vaticano di essere trasferito alla più prestigiosa diocesi di Padova, quale riconoscimento per il suo zelo nelle missioni sacre per la riforma dei costumi e dei sacramenti. Fu invece inviato a Treviso, dove rimase dal 22 giugno 1739 alla morte.

## Genealogia episcopale
La genealogia episcopale è:
- Cardinale Scipione Rebiba
- Cardinale Giulio Antonio Santori
- Cardinale Girolamo Bernerio, O.P.
- Arcivescovo Galeazzo Sanvitale
- Cardinale Ludovico Ludovisi
- Cardinale Luigi Caetani
- Cardinale Ulderico Carpegna
- Cardinale Paluzzo Paluzzi Altieri degli Albertoni
- Papa Benedetto XIII
- Vescovo Benedetto De Luca